# Широка Кула
Широка Кула је насељено мјесто у Лици. Припада граду Госпићу, у Личко-сењској жупанији, Република Хрватска.

## Географија
Налази се на путу Госпић – Кореница. Широка Кула је од Госпића удаљена око 11 км сјевероисточно, а од Личког Осика око 3 км.

## Историја
У месту је 1847. године пописано 1588 Срба православаца. Две деценије касније, 1867. године има их 1817 душа.
Петар М. Крајиновић парох из Широке Куле је 1900. године објавио књигу под насловом "Змајев Видовдан".

### Распад Југославије и грађански рат
У Широкој Кули и околним засјеоцима је средином октобра 1991. године убијено укупно 40 лица хрватске националности. За овај злочин оптужена су тројица припадника ТО Теслинград (Лички Осик).
Широка Кула се од распада Југославије до августа 1995. године налазила у Републици Српској Крајини.

## Култура
У Широкој Кули је сједиште истоимене парохије Српске православне цркве. Парохија Широка Кула припада Архијерејском намјесништву личком у саставу Епархије Горњокарловачке. У Широкој Кули је постојао храм Српске православне цркве Успење Пресвете Богородице, који је саграђен 1892. година, а срушен у Другом свјетском рату. Парохију сачињавају: Широка Кула, Лички Осик, Чуковац, Грунтуша, Љубово, Подови, Кленовац, Кузмановача.

## Становништво
Према попису становништва из 2001. године, Широка Кула је имала 130 становника. Према попису становништва из 2011. године, насеље Широка Кула је имало 116 становника.
| Националност       | 1991. | 1981. | 1971. | 1961. |
| Срби               | 346   | 366   | 580   | 657   |
| Хрвати             | 184   | 225   | 289   | 362   |
| Југословени        | 13    | 61    | 6     | 6     |
| Муслимани          |       | 2     | 10    | 1     |
| Мађари             |       | 1     | 1     |       |
| Словенци           |       |       | 1     |       |
| остали и непознато | 10    | 3     | 9     | 9     |
| Укупно             | 553   | 658   | 896   | 1.035 |

| Демографија | Демографија | Демографија |
| Година      | Становника  | Становника  |
| ----------- | ----------- | ----------- |
| 1961.       | 1.035       |             |
| 1971.       | 896         |             |
| 1981.       | 658         |             |
| 1991.       | 553         |             |
| 2001.       | 130         |             |
| 2011.       |             | 116         |

## Попис 1991.
На попису становништва 1991. године, насељено место Широка Кула је имало 553 становника, следећег националног састава:
| Попис 1991.‍  | Попис 1991.‍  | Попис 1991.‍ | Попис 1991.‍ | Попис 1991.‍ |
| ------------ | ------------ | ----------- | ----------- | ----------- |
|              |              |             |             |             |
| Срби         | Срби         |             | 346         | 62,56%      |
| Хрвати       | Хрвати       |             | 184         | 33,27%      |
| Југословени  | Југословени  |             | 13          | 2,35%       |
| Италијани    | Италијани    |             | 1           | 0,18%       |
| неопредељени | неопредељени |             | 1           | 0,18%       |
| непознато    | непознато    |             | 8           | 1,44%       |
| укупно: 553  |              |             |             |             |

## Познате личности
- Манојло Грбић, свештеник Српске православне цркве
- Марко Орешковић, народни херој Југославије
- Драган Ракић, народни херој Југославије